# Будівельник (шаблон проєктування)
Будівельник (англ. Builder) — шаблон проєктування, належить до класу твірних шаблонів. На відміну від шаблону абстрактної фабрики і фабричного методу, ціль яких є застосування поліморфізму, задачею шаблону будівельника є забезпечення реалізації антишаблону телескопічного (багатоступеневого) конструювання. Антишаблон «телескопічний конструктор» коли різна комбінація параметрів конструктора призводить до появи експоненційної множини конструкторів. Замість того, щоб використовувати набір конструкторів, використовують шаблон будівельник, згідно з яким використовують інший об'єкт (будівельник), що отримує на вхід вхідні параметри по одному, крок за кроком, і повертає за один прохід результуючий створений об'єкт.

## Призначення
Відокремлює конструювання складного об'єкта від його подання, таким чином у результаті одного й того ж процесу конструювання можуть бути отримані різні подання.

## Мотивація
Вам запропоновано створити систему планування екскурсій по Паттернленду — новому парку розваг. Гості парку можуть вибрати готель, замовити квитки на атракціони, зарезервувати місця в ресторані і навіть замовити спеціальні заходи. Поїздки можуть відрізнятися за кількістю днів і складу розважальної програми. Наприклад, місцевий житель не бажає зупинятися у готелі, але хоче замовити обід та спеціальні заходи. Другий гість прилітає літаком і йому необхідно забронювати номер в готелі, столик в ресторані і квитки на заходи. Таким чином, нам потрібна гнучка структура даних, яка може представляти програму поселення з усіма можливими варіаціями; крім того, побудова програми може складатися з декількох кроків.

## Застосування
Слід використовувати шаблон Будівельник коли:
- алгоритм створення складного об'єкта не повинен залежати від того, з яких частин складається об'єкт та як вони стикуються поміж собою;
- процес конструювання повинен забезпечити різні подання об'єкта, що конструюється.

## Структура
- Builder — будівельник:
  - визначає абстрактний інтерфейс для створення частин об'єкта Product;
- ConcreteBuilder — конкретний будівельник:
  - конструює та збирає докупи частини продукту шляхом реалізації інтерфейсу Builder;
  - визначає подання, що створюється, та слідкує на ним;
  - надає інтерфейс для доступу до продукту;
- Director — керівник:
  - конструює об'єкт, користуючись інтерфейсом Builder;
- Product — продукт:
  - подає складний конструйований об'єкт. ConcreteBuilder будує внутрішнє подання продукту та визначає процес його складання;
  - вносить класи, що визначають складені частини, у тому числі інтерфейси для складання кінцевого результату з частин.

## Переваги
- дозволяє змінювати внутрішнє представлення продукту;
- ізолює код, який реалізує конструювання та подання;
- дає тонший контроль над процесом конструювання.

## Недоліки
- Потрібно створити окремий ConcreteBuilder для кожного окремого продукту.

## Відносини
- клієнт створює об'єкт-управитель Director та конфігурує його потрібним об'єктом-будівником Builder;
- управитель повідомляє будівельника про те, що потрібно побудувати наступну частину продукту;
- будівельник оброблює запити управителя та додає нові частини до продукту;
- клієнт забирає продукт у будівельника.

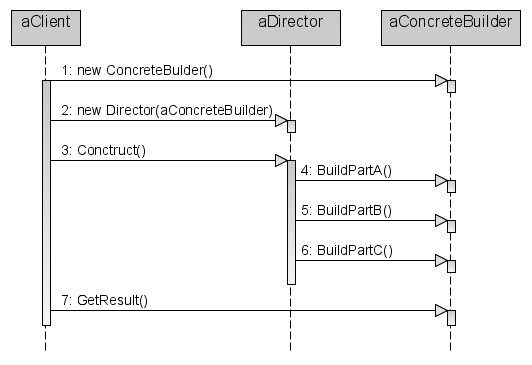
UML діаграма послідовності, що описує взаємовідносини між будівником та клієнтом